# Seebach (França)
Seebach é uma comuna francesa na região administrativa de Grande Leste, no departamento Baixo Reno.

## Casas em madeira em Seebach

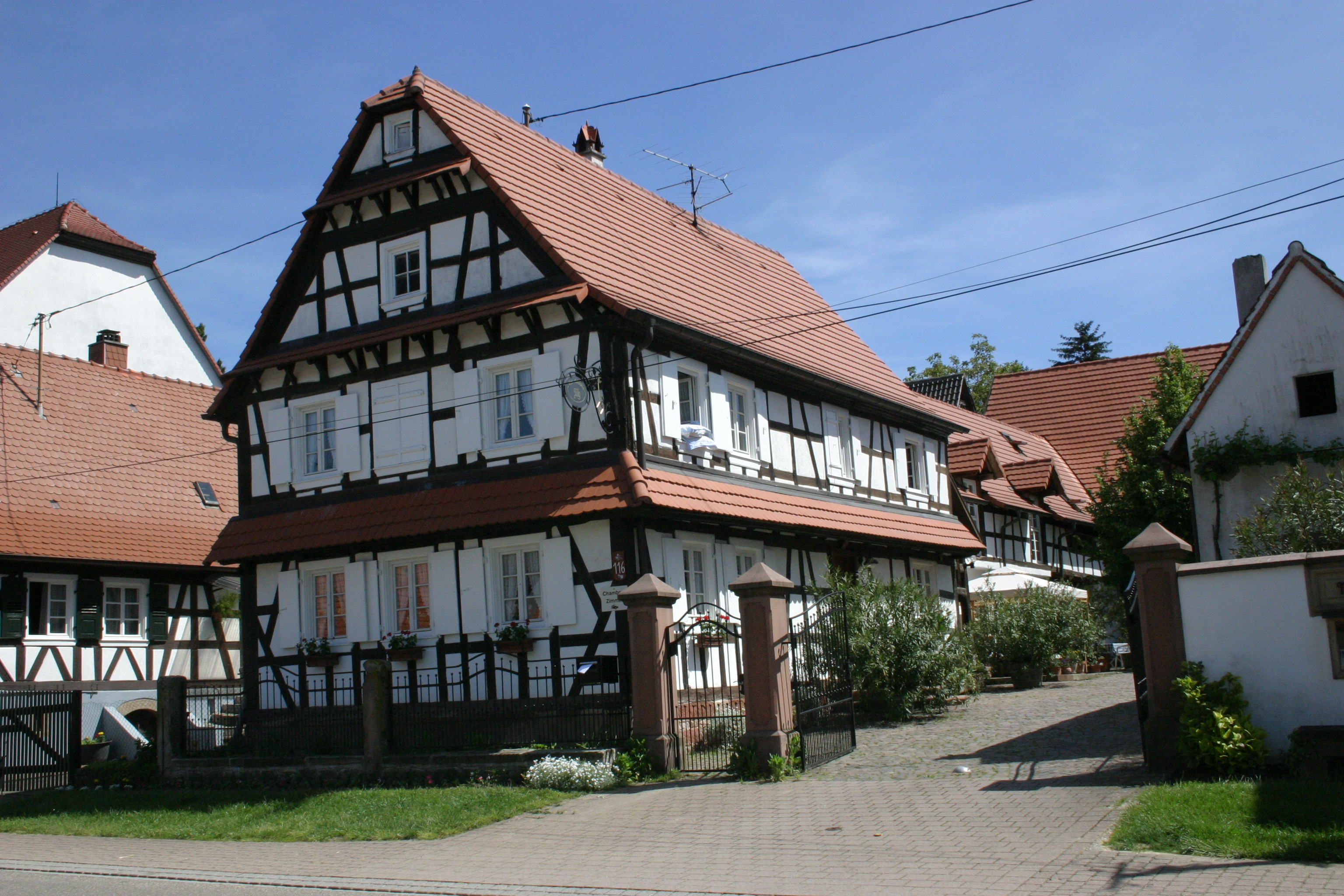
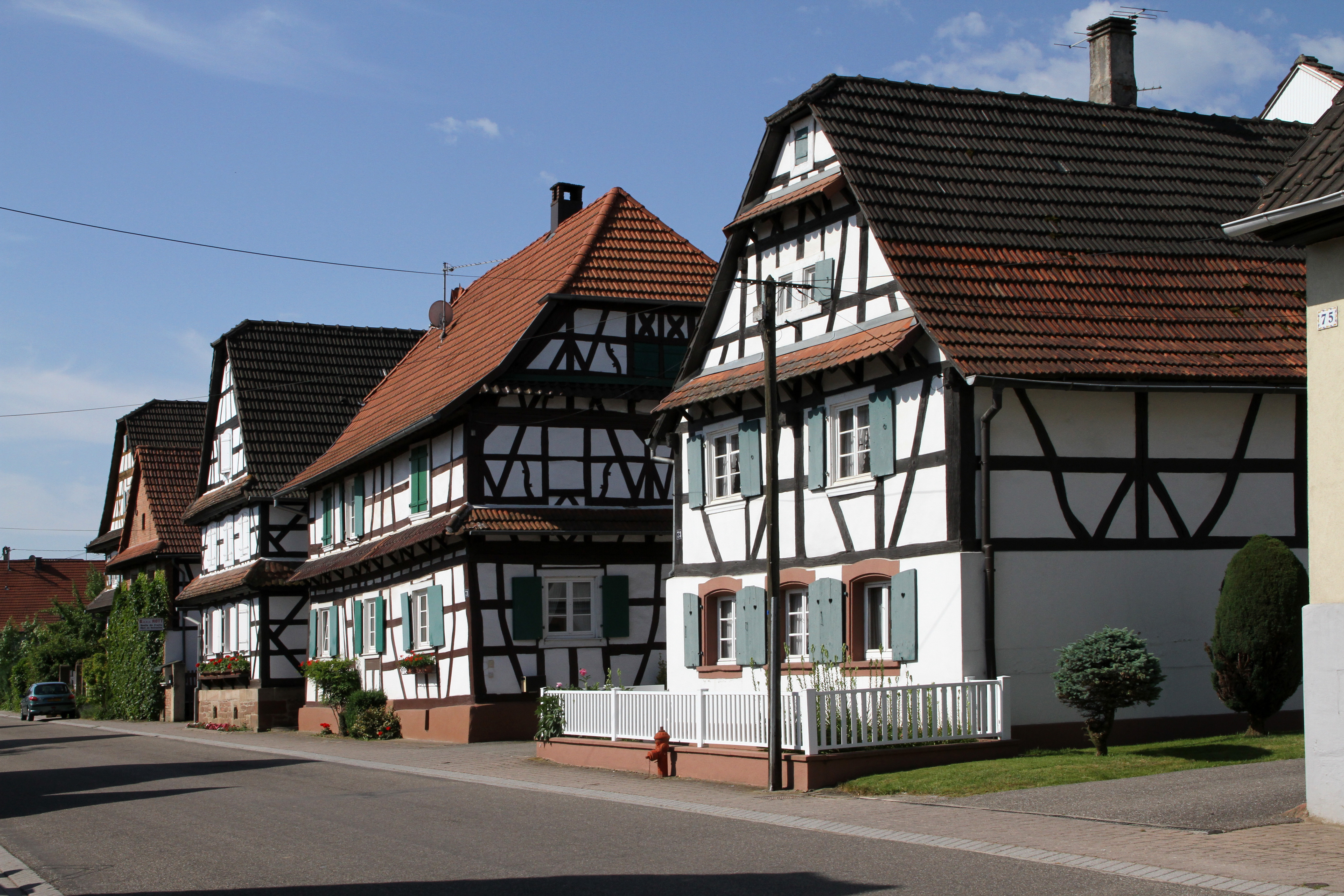
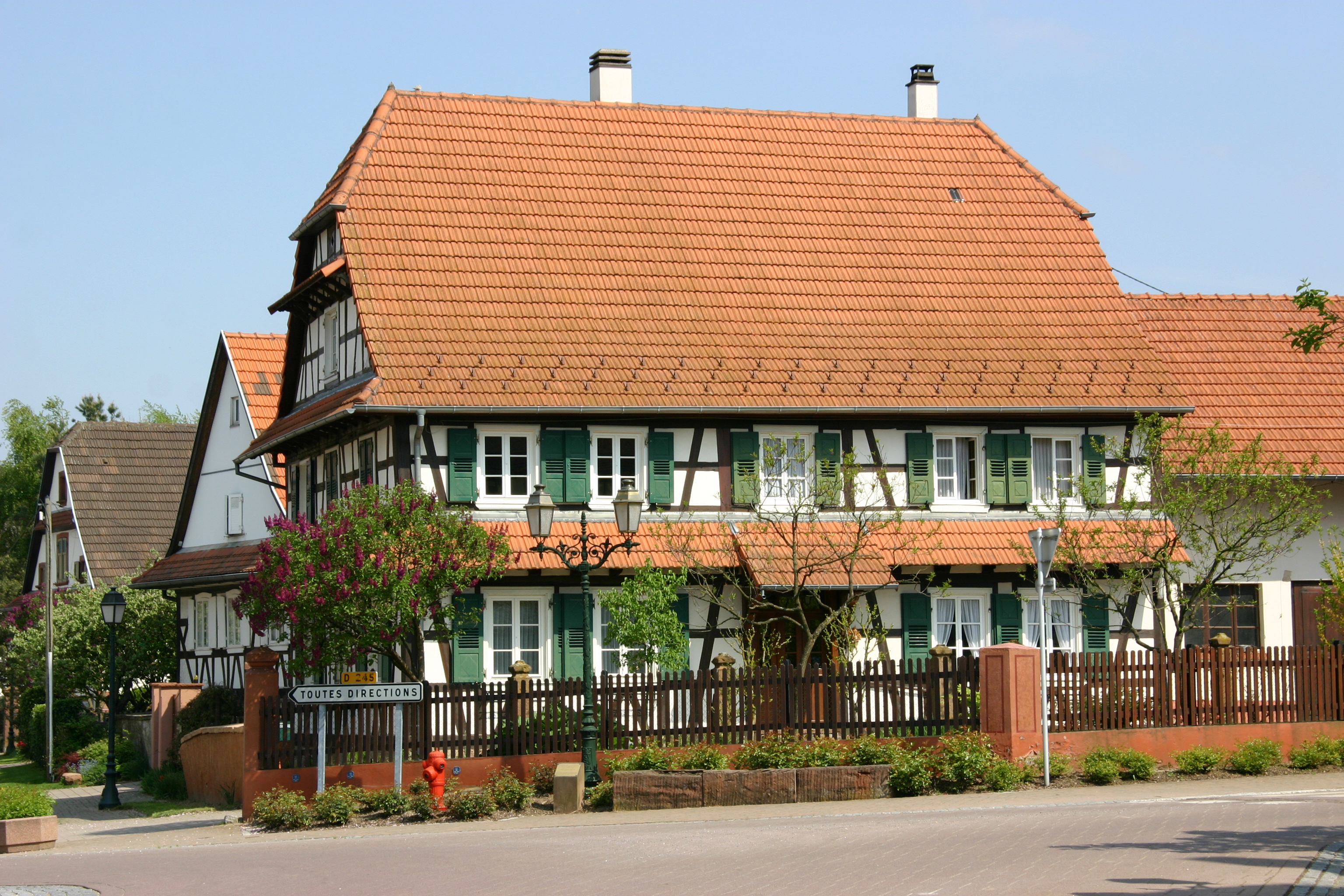
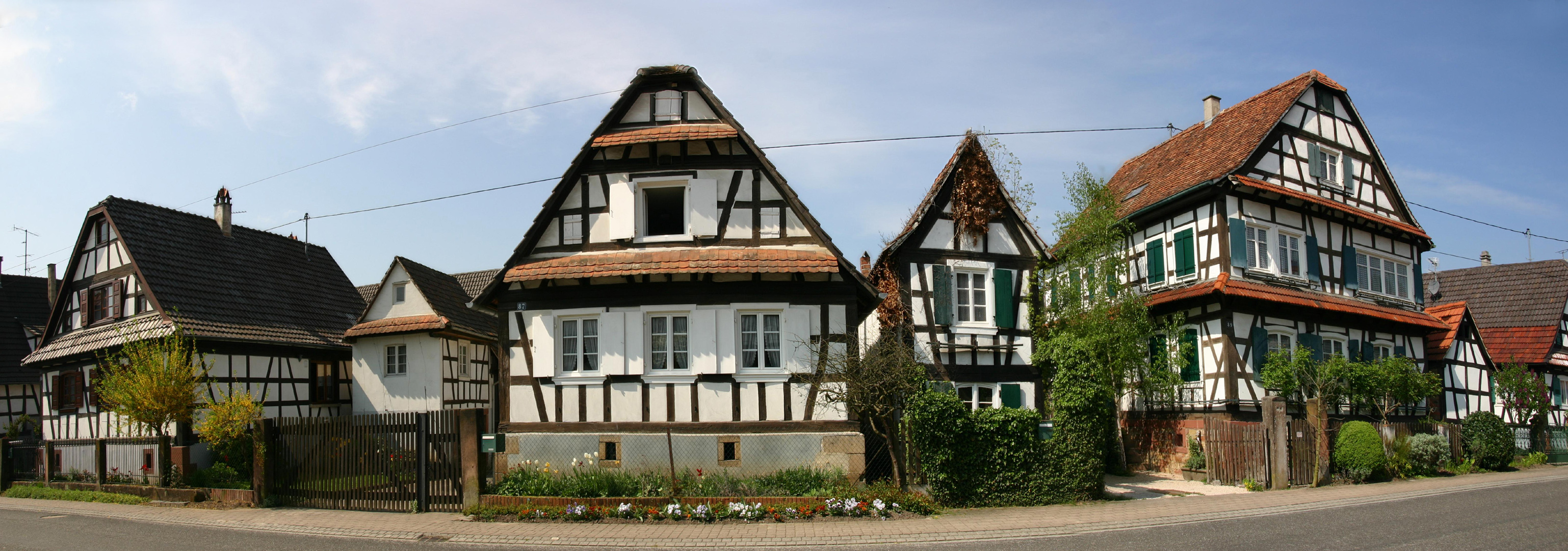

## Demografia
Evolução da população:
- 1962: 1.412
- 1968: 1.509
- 1975: 1.616
- 1982: 1.512
- 1990: 1.541
- 1999: 1.672
- 2006: 1.752